# Capilano University
Die Capilano University ist seit dem 1. September 2008 eine staatliche Universität in North Vancouver im Süden der kanadischen Provinz British Columbia. Die Vorläuferinstitution war das Capilano College, das seit 1968 bestand. Sie wurde 2004 in Vorbereitung der Olympischen Winterspiele des Jahres 2010 zum British Columbia Centre for Tourism Leadership and Innovation erhoben. Die Universitätscampus befinden sich in Squamish und in Sechelt. 
Der Name erinnert an den Häuptling der Squamish Joseph Capilano.

## Geschichte
Das Capilano College hatte bei seiner Gründung 1968 784 Schüler. Erster Prinzipal war Alf Glenesk (1968–1974). Bereits 1964 hatten die School Boards von North und West Vancouver, vom Howe Sound und von Sechelt vereinbart, ein solches College zu gründen, doch erst eine Volksbefragung setzte das Unternehmen 1967 durch, obwohl die Bewohner von Sechelt die Gründung ablehnten. 
Die Bewohner der Region North Shore sammelten Namensvorschläge, und dabei setzte sich der Name Capilano durch. 1970 entstand die Capilano College Foundation, die Stipendien und zusätzliche Dozenten finanziert. 
1973 eröffnete der Hauptcampus, der North Vancouver campus in 2055 Purcell Way mit 1965 Schülern, wobei die West Vancouver Secondary School mit mobilen Gebäuden aushalf. In diesem Jahr eröffnete als erstes dauerhaftes Gebäude die Bibliothek, 1976 folgte das Arbutus building, 1982 das Fir building. 1991 wurden das Cedar building, das Sportsplex und das Horticulture building fertiggestellt, 1996 folgte das Birch building, in dem sich ein Theater befindet. Im selben Jahr wurde das Child Care Centre eröffnet, das Kinder von Studenten versorgt. 1993 ersetzte ein Bibliotheksneubau die alte Bibliothek, die zu klein geworden war. 
Auf dem Squamish Campus begann die Bautätigkeit 1973 und das Learning Centre wurde im nächsten Jahr fertiggestellt. Dieser Campus erhielt allerdings erst 1979 dauerhafte Baulichkeiten.
1977 folgte der Sunshine Coast campus. Er wurde 1980 in Sechelt campus umbenannt und nahm Schüler der gleichnamigen Region auf, 2016 erfolgte die Umbenennung in kálax-ay (Eisenholz).
2008 wurde das College zu einer Universität erhoben. Ihr erster Kanzler wurde Peter Ufford. Ufford kam von der University  of British Columbia und ist Mitglied des Nationalen Olympischen Komitees von Kanada.
Im August 2009 erhielt die Hochschule die Mittel für den Bau eines neuen Filmzentrums. 2012 wurde das Nat and Flora Bosa Centre for Film and Animation eingeweiht. Im nächsten Jahr wurde das Indigenous Student Centre eröffnet, das die Squamish Kéxwusm-áyakn nannten, ein ‚Ort zum Treffen‘. Dies führte 2016 zu wesentlichen Umstrukturierungen des Lehrplans und der Organisationsformen.
2016 wurde Paul Dangerfield Präsident der Universität; ihm waren Greg Lee vorausgegangen (2008–2010) und Kris Bulcrof (2010–2016).
2019 eröffnete die Universität einen neuen Campus in Lonsdale in North Vancouver. Im selben Jahr unterzeichnete die Hochschule einen Vertrag mit der Líl̓wat Nation im neu eröffneten Ts̓zil Learning Centre. 2020 wurde sie 96. Mitglieder von Universities Canada; es erschien die erste Ausgabe der digitalen Zeitschrift Capsule. 2025 soll das Centre for Childhood Studies eröffnet werden.

## Studienangebot
Capilano bietet 6 sogenannte bachelor degrees, 16 associate degrees sowie mehr als 30 Diplomprogramme. Dabei bestehen sechs Fakultäten (academic divisions): Freie Künste, Betriebswirtschaft, dazu Studiengänge, die in Deutschland eher Fachhochschulen zugeordnet werden, wie etwa Tourismus oder Freizeit, aber auch Gesundheit und Bildung.
Was Capilano auszeichnet sind aber eher interdisziplinäre Programme, wie Global Stewardship, Kultur und Technologie sowie British-Columbia-Studien. Auch Programme zur angewandten Ethik, Design oder Illustration sowie Musiktherapie werden angeboten.

## Zahlen zu den Studierenden
Im Studienjahr 2023/2024 waren 10.920 Studierende an der Capilano-Universität eingeschrieben. Davon zählten 5.865 als heimische Studenten und 5.055 als internationale Studenten. 2021 waren es etwa 12.700 Studierende gewesen, davon etwa 9.000 in anrechenbaren Kursen, 1.200 in unbescheinigten Kursen und weitere 2.500 als internationale Studenten. 2021/2022 waren es 9.745 Studenten, 2022/2023 insgesamt 10.180.
Im Oktober 2018 hatte die Universität 10.185 Studierende.